# Karabin Baker
Karabin Baker (ang. Baker Rifle) – brytyjski karabin z zamkiem skałkowym, pierwszy wojskowy i masowo produkowany brytyjski karabin z lufą gwintowaną.

## Historia
Do końca XVII wieku broń gwintowana była używana wyłącznie jako broń tarczowa i myśliwska. Jej zastosowanie z wojsku było ograniczone powolnym procesem nabijania odprzodowej broni gwintowanej. O ile do lufy gładkiej kulę wystarczyło wrzucić, to kulę w lufę gwintowaną należało wbić przy pomocy stempla i drewnianego młotka. Stosowanie karabinów gładkolufowych o niskiej celności i małym zasięgu sprawiało, że zasadniczym sposobem walki było wymienianie salw karabinowych ze stosunkowo niewielkiej odległości przez oddziały ustawione w kolumny. Tego rodzaju walka wymagała od żołnierzy doskonałego wyszkolenia i dyscypliny.
Po rewolucji francuskiej władze francuskie rozpoczęły organizowanie masowej armii obywatelskiej. Ponieważ nowych żołnierzy nie miał kto szkolić (większość oficerów armii królewskiej została wcześniej z armii usunięta), nie potrafili oni zachować odpowiednich szyków na polu walki. W miejsce uporządkowanych ataków kolumnami armia francuska zaczęła stosować ataki grupami żołnierzy. Ciągłe uporczywe ataki powodowały osłabienie, a z czasem przerwanie linii bojowych nieprzyjaciela.
W miarę zwiększania się poziomu wyszkolenia armii francuskiej zaczęła ona stosować taktykę będącą połączeniem taktyki walki kolumnami z taktyką walki małymi grupami żołnierzy. Nowa taktyka przewidywała rozpoczęcia ataku na linię bojową przeciwnika przy pomocy grup żołnierzy walczących w tyralierach. Mieli oni osłabiać linię bojową przeciwnika i szukać jej słabych punktów. Decydujące uderzenie zadawały zaś uderzające jako drugie zwarte kolumny żołnierzy.
Do głównych przeciwników Francji pod koniec XVIII wieku należała Wielka Brytania. Szybko przyswoiła ona francuską taktykę wprowadzając do niej własne modyfikacje. Na podstawie doświadczeń z wojny o niepodległość Stanów Zjednoczonych, kiedy osadnicy potrafili zadać znaczne straty oddziałom brytyjskim strzelając z myśliwskich karabinów gwintowanych, postanowiono uzbroić żołnierzy walczących w tyralierach w karabiny z lufami gwintowanymi.
Pod koniec XVIII wieku w każdym batalionie armii brytyjskiej była kompania tzw. lekkiej piechoty i to żołnierzy tych jednostek postanowiono przeszkolić do walki w tyralierach. Postanowiono także, że przeszkolenie uczące walki w tyralierach przejdą całe bataliony.
W 1797 roku 5 Batalion 60 Pułku Piechoty rozwinięto do rozmiaru pułku. Żołnierzy nowej jednostki wyposażono w zielone mundury ułatwiające maskowanie (zielony mundur stał się charakterystyczną cechą brytyjskich oddziałów strzelców) i uzbrojono w niemieckie karabiny gwintowane. Na podstawie doświadczeń z tą jednostką postanowiono w 1800 utworzyć Korpus Strzelców. Żołnierze nowego korpusu mieli wchodzić w sile jednej kompanii w skład każdego batalionu piechoty. W marcu tego samego roku rozpoczęto szkolenie żołnierzy nowego korpusu. Już trzy miesiące później nowy korpus został rozwiązany. Z już wyszkolonych żołnierzy utworzono 95. Pułk Piechoty (później nazywany Brygadą Strzelców).
Uzbrojenie żołnierzy 95 Pułku stanowił karabin zaprojektowany przez Ezechiela Bakera. W lutym 1800 przedstawił on swoją broń do prób mających wyłonić karabin korpusu strzelców. Pierwszy karabin miał lufę z siedmioma bruzdami (skok gwintu 3048 mm) kalibru 17,5 mm (identyczny jak ówczesne brytyjskie karabiny wojskowe). W wyniku prób postanowiono zmniejszyć kaliber do 15,8 mm. Lufa mniejszego kalibru miała początkowo 20, później siedem bruzd prawoskrętnych o skoku 3048 mm.
Poza 95 Pułkiem Piechoty w karabiny Bakera uzbrojone były 60 Pułk Piechoty oraz żołnierze Królewskiego Legionu Niemieckiego. W czasie wojny w Hiszpanii uzbrojono w niego także portugalskich Cacadores.
Pomimo że karabin Bakera sprawdził się podczas walk w Hiszpanii, nie zdecydowano się na masowe wprowadzenie tej broni do uzbrojenia. Pomiędzy 1800 a 1837 wyprodukowano około 15 000 karabinów Bakera. Od 1838 karabin Bakera był zastępowany karabinem Brunszwik z zamkiem kapiszonowym.

## Opis
Karabin Bakera był bronią odprzodową, gwintowaną z zamkiem skałkowym. Zwykle wyposażany był w celownik stały składający się z muszki i szczerbiny o stałej nastawie, część egzemplarzy miała dodatkowy celownik składany o nastawie 270 m. Karabin był wyposażony w bagnet mocowany po prawej stronie lufy.